# Felipe Francischini
Luis Felipe Bonatto Francischini (Curitiba, 2 de outubro de 1991) é um advogado e político brasileiro filiado ao União Brasil (UNIÃO). Atualmente é deputado federal do estado do Paraná.

## Vida pessoal
Nascido em Curitiba, é filho do delegado Fernando Francischini. Seu avô, Sergio Francischini, era engenheiro da Companhia Melhoramentos Norte do Paraná. Felipe Francischini é formado em bacharel em Direito pelo Centro Universitário Curitiba (UniCuritiba). É cristão evangélico, sendo membro da Igreja Evangélica Assembleia de Deus.

## Carreira política
Nas eleições de 2014 foi eleito deputado estadual com mais de 35 mil votos. Em 2015, votou a favor do PL 252/2015, que altera a previdência dos servidores públicos do Paraná, apoiando a proposta apresentada pelo governador Beto Richa (PSDB).
Candidato do PSL à Câmara Federal nas eleições de 2018, Felipe Francischini obteve 241 537 votos (4,21% dos votos válidos) sendo o segundo mais votado por seu estado, onde ocupa uma das trinta cadeiras paranaenses. Assumiu, no início da legislatura, a presidência da Comissão de Constituição e Justiça e de Cidadania da Câmara dos Deputados do Brasil.
Pautou e presidiu votações como a da PEC nº 6 de 2019 da Reforma da Previdência; a PEC 45/2019, da reforma tributária; a PEC 187/2016, sobre as atividades agropecuárias em terras indígenas; o PL 7744/17, que dá prioridade às vítimas de desastres, no programa Cartão Reforma; o PL 7036/2010, que obriga a veiculação de mídia de combate à violência, à perversão e ao preconceito em transportes coletivos de passageiros e em salas de cinemas comerciais.
Como relator na CCJ, destacam-se algumas proposições, como a que alterou pontos da Lei de Responsabilidade Fiscal (PLP 378/2017); o apoio às pessoas com deficiência e sua integração social (PL 2868/2019); prioridade de acesso das crianças com deficiência à educação infantil (PEC 36/2019); o projeto que aprovou a instalação do Novo Banco de Desenvolvimento (NDB) na Sede do Escritório Regional das Américas, em São Paulo, que estimula a prospecção e desenvolvimento de projetos a serem financiados pelo banco no Brasil e também a captação de recursos no mercado doméstico para financiamento de atividades em moeda local (PDL 657/2016). Em junho de 2020, ainda no cargo de presidente da CCJ, Francischini assumiu a liderança do PSL na Câmara no lugar da deputada Joice Hasselmann.
Dentre seus projetos em andamento no Congresso, destaca-se o PL 2714/2019 para estabelecer o tipo penal de gravação de filmes no interior das salas de cinema (camcording); o PL 2758/2018 que regulamenta o futebol profissional; o PL 5179/2019 que torna obrigatória a aquisição de seguro-saúde pelos estrangeiros que ingressarem no País; e o PL 3914/2020 sobre o pagamento de honorários periciais.[carece de fontes?]
Além da Comissão de Constituição e Justiça, Francischini foi titular nas Comissões do Código Brasileiro de Energia Elétrica; sobre Moedas Virtuais; da Reforma da Previdência; na Comissão Mista (da Câmara e do Senado) sobre Planos, Orçamentos Públicos e Fiscalização.
Também é membro de mais de 140 Frentes Parlamentares (associações de parlamentares de vários partidos para debater sobre determinado tema de interesse da sociedade), entre elas: pela Adoção e Convivência Familiar, em Defesa da Democratização do Ministério Público, do Desenvolvimento da Ciência, da Pesquisa e da Inovação, pelo Pacto Nacional contra as Fake News (divulgação de notícias falsas), em Defesa dos Municípios em Risco de Extinção, pela Defesa e Valorização dos Profissionais da Segurança Pública e da Segurança Privada, dos Asilos e Orfanatos, em Defesa da Educação no Trânsito e Formação dos Condutores, pelo Fortalecimento das Câmaras Municipais e Vereadores, de Enfrentamento a Pedofilia, Armamentista, da Reforma Política, do Rodeio, da Vaquejada e das Provas Equestres, em Defesa da Tradição e Cultura Gaúcha, entre outras.